# Luther von Braunschweig
Luther von Braunschweig (né vers 1275, mort le 18 avril 1335 à Sztum) est le dix-huitième grand maître (magister generalis) de l’ordre Teutonique de 1331 à 1335.

## Biographie

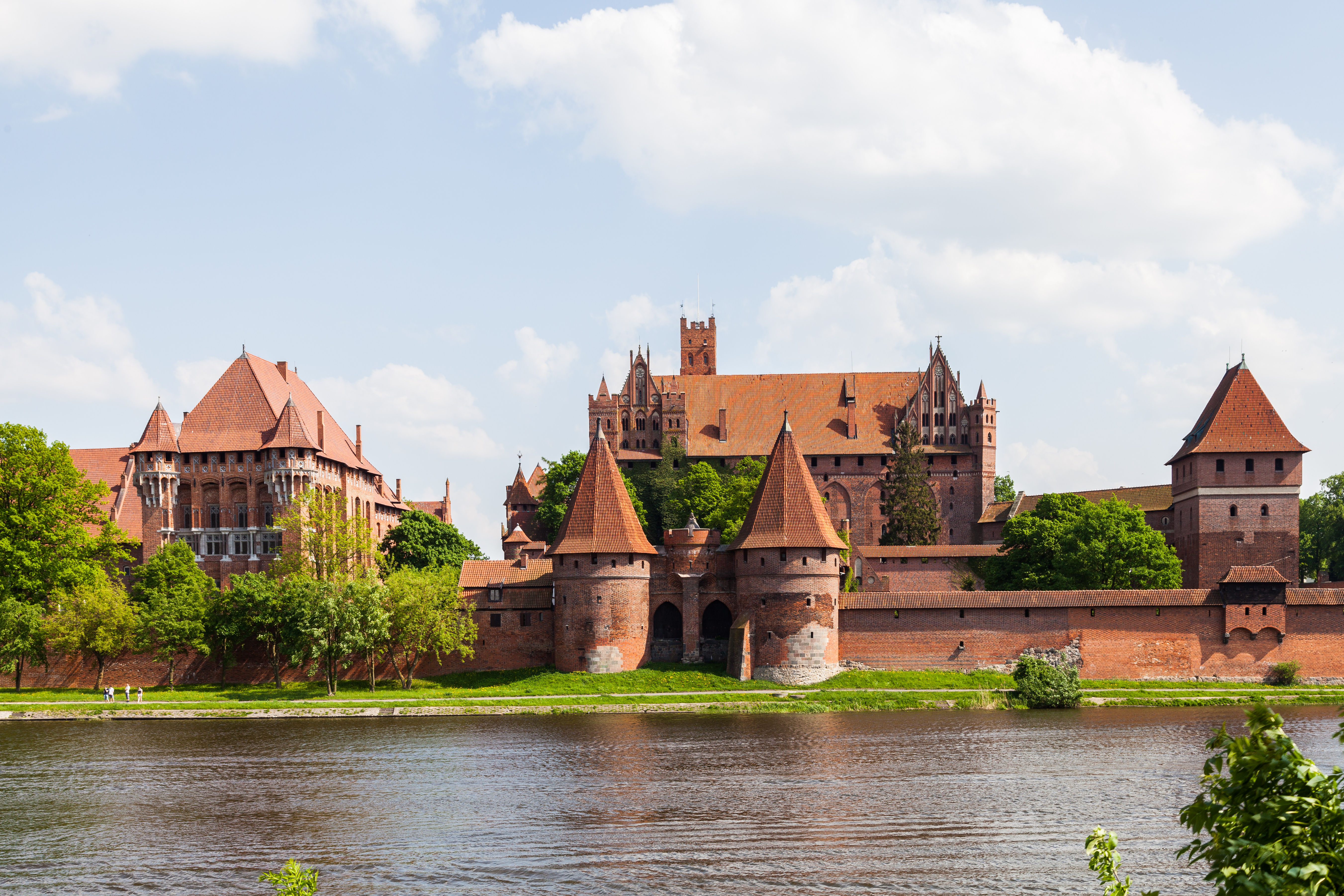
La forteresse teutonique de Marienbourg (Malbork), Pologne.

Issu de la maison de Welf, Luther est le sixième enfant d'Albert Ier, duc de Brunswick-Lunebourg et d'Adelaïde de Montferrat, sœur de Boniface II de Montferrat.
Étant le plus jeune des fils d'Albert Ier, il est tout désigné pour rejoindre un ordre militaire. Il rejoint donc l'ordre Teutonique en 1300 et sa carrière commence avec un passage au château de Christburg et en 1308, il devient commandeur de Gollub. Un an plus tard il est de retour à Christburg, mais cette fois comme commandeur. En 1313, il est commandeur de la forteresse de Marienbourg. En 1314, il devient l'armurier et le grand commandeur de Christburg. Il fonde plusieurs villes et colonise le sud de la Prusse.
Après la mort soudaine de Werner von Orseln, alors que l'État teutonique est en guerre contre la Pologne, il est élu Grand Maître le 17 février 1331. Luther poursuit la conquête de la Cujavie et ordonne à Dietrich von Altenburg d'envahir la Grande-Pologne. Pendant l'invasion, les chevaliers teutoniques descendent au sud de Kalisz, ravageant les terres alentour. L'issue incertaine de la Bataille de Płowce le 27 septembre 1331 n'empêche pas nouvelles incursions de l'ordre Teutonique en Pologne. En mai 1332, l'armée des croisés prend Brześć Kujawski (allemand : Kujawisch Brest) et Inowrocław. De nouvelles commanderies sont créées en Cujavie.
Malgré la guerre, Luther évite tout engagement militaire inutile. Il se concentre sur la réforme de la vie religieuse ainsi rédige des poèmes et des livres théologiques. Il ordonne la refonte du château de Marienburg qui ressemble davantage à la résidence d'un empereur qu'à un monastère. Luther redessine la chapelle Sainte-Anne et construit le mausolée des grands maîtres.
Luther décède le 18 avril 1335 à Sztum. Il est inhumé dans la cathédrale de Königsberg.